# Esther McVey
Pour les articles homonymes, voir McVey.
Esther McVey, née le 24 octobre 1967 à Liverpool, est une femme politique britannique, membre du Parti conservateur, également présentatrice de télévision et femme d'affaires.

## Biographie
Issue d'une famille de catholiques irlandais, elle naît à Liverpool. Elle étudie à l'école du Belvédère (en), avant d'entreprendre des études de droit à l'université Queen Mary de Londres, puis de radio et de journalisme à la City University de Londres (MA). En juillet 2009, elle obtient également un diplôme en gouvernance d'entreprise à l'université de Liverpool John Moores.
Elle se lance ensuite dans les médias, à la fois en tant que présentatrice et productrice. Elle est co-présentatrice des programmes de vacances d'été sur CBBC en 1991 et présente et produit par la suite présenté plusieurs programmes sur GMTV, BBC One, BBC Two et Channel 4.
De 2000 à 2006, elle est directrice de l'entreprise familiale de construction J. G. McVey & Co. (dirigée par son père), spécialisée dans la démolition et le nettoyage.
Elle créé sa propre entreprise, Making It, qui propose des formations pour les petites et moyennes entreprises, ainsi que la fourniture d'espaces de bureau pour les startups,.

## Parcours politique
Elle est sélectionnée pour se présenter sous la bannière du Parti conservateur aux élections générales de 2005 dans la circonscription de Wirral Ouest, mais elle perd face au sortant Stephen Hesford.
Aux élections générales de 2010, elle l'emporte à Wirral Ouest, battant le candidat travailliste, Phil Davies, par 2 436 voix (16 726 suffrages exprimés). En 2010, elle devient secrétaire parlementaire privé du ministre d'État Chris Grayling au sein du département du Travail et des Retraites. De septembre 2012 à octobre 2013, elle est sous-secrétaire d'État parlementaire dans ce même département.
En décembre 2013, elle est critiquée pour avoir utilisé du papier et des affranchissements payés par la Chambre des communes pour le comité de sélection du Parti conservateur. Elle s'excuse et rembourse les frais engagés, soit 300 livres.
Lors de remaniement du 7 octobre 2013, David Cameron la nomme ministre d'État pour l'Emploi au sein du Département du Travail et des Retraites. Elle prête serment au Conseil privé le 27 février 2014.
Lors des élections générales de 2015, elle est battue par la candidate travailliste Margaret Greenwood, qui l'emporte de 417 voix,.
Esther McVey est nommée présidente de l'Autorité de police des transports en novembre 2015, pour un mandat de quatre ans. Cependant, dix jours après l'annonce de sa victoire aux élections de 2017, elle démissionne de son poste. 
Pendant cette période, elle occupe des emplois à temps partiel en tant que conseillère spéciale auprès de deux entreprises d'investissement et de l'université de Hull.
En avril 2017, elle est choisie pour succéder à George Osborne pour les élections générales dans sa circonscription de Tatton, réputée favorable aux conservateurs. Elle est élue, mais avec une majorité moindre qu'Osborne en 2015. 
Début novembre 2017, à la suite de la démission de Michael Fallon du poste de secrétaire d'État à la Défense, le Chief Whip Gavin Williamson le remplace. L'adjoint de ce-dernier, Julian Smith, lui succède. Esther McVey est alors nommée Chief Whip adjointe du gouvernement.
Le 8 janvier 2018, elle est nommée secrétaire d'État au Travail et aux Retraites. Elle démissionne de son poste le 15 novembre 2018, en désaccord avec le projet d'accord sur le Brexit.
Candidate à l’élection à la direction du Parti conservateur de 2019, elle arrive en dernière position du premier tour, obtenant le vote de neuf députés.
Du 24 juillet 2019 au 13 février 2020, elle est Ministre d'Etat au sein du Département du Logement, des Communautés et du Gouvernement local dans le gouvernement Johnson.

## Vie personnelle
Amie de longue date de Kate McCann, Esther McVey l'a aidé à mettre en place le fonds Madeleine McCann, devenant l'une des membres fondateurs.